# 西蒙·埃哈默
西蒙·埃哈默（德語：Simon Ehammer，2000年2月7日—），瑞士男子田径运动员，2022年世界室内田径锦标赛男子七项全能银牌得主、2022年世界田径锦标赛男子跳远铜牌得主、2022年欧洲田径锦标赛男子十项全能银牌得主。